# Boissano
Boissano (ligur nyelven Buinzàn) település Olaszországban, Liguria régióban, Savona megyében. Lakosainak száma 2539 fő (2023. január 1.). Boissano Bardineto, Borghetto Santo Spirito, Loano, Toirano és Pietra Ligure községekkel határos.

## Népesség
A település népességének változása:
| Lakosok száma | 2487 | 2474 | 2539 |
|               | 2017 | 2018 | 2023 |